# Novokosino
Novokosino (ryska: Новокосино́) är den östliga slutstationen på Kalininsko-Solntsevskajalinjen i Moskvas tunnelbana. 
Byggandet av stationen startade 2009 och den öppnades den 30 augusti 2012. Stationen är en ytnära envalvsstation, belägen nio meter under marken. Stationen har fyra nedgångar, på gatorna Nosovichinskomu Sjosse och Suzdalskoj.